# Boophis feonnyala
Boophis feonnyala é uma espécie de anfíbio da família Mantellidae.
É endémica de Madagáscar.
Os seus habitats naturais são: florestas subtropicais ou tropicais húmidas de baixa altitude, rios, lagos de água doce, florestas secundárias altamente degradadas e áreas de armazenamento de água.